# Afrika (sang)
 Denne artikel omhandler en sang, der hedder Afrika. Opslagsordet har også en anden betydning, se Afrika (flertydig).
"Afrika" (også kendt som "Giv en hånd til Afrika") er titlen på en dansk popsang fra 1985 skrevet af Nanna og indspillet af en række af 1980'ernes største danske pop- og rockmusikere som en støtteplade til fordel for de sultende i Afrika. Sangen blev en af årets allerstørste danske hits, og solgte over 150.000 singler og kassettebånd, hvilket gør det til den mest succesfulde danske støttesang nogensinde. "Afrika" indtjente mere end 2,5 millioner kroner til Dansk Røde Kors' træplantnings-projekter i det sydlige og vestlige Afrika.
Sangen blev til, efter at Dansk Røde Kors og pladeselskabet Genlyd Grammofon havde udskrevet en konkurrence om at lave en dansk støtteplade, inspireret af succesen for den britiske "Do They Know It's Christmas?" af Bob Geldof og Midge Ure fra 1984 og den tilsvarende amerikanske "We Are the World" skrevet af Michael Jackson og Lionel Richie. Nanna vandt konkurrencen, og sangen blev indspillet i Feedback-studiet i Viby Jylland.
Sangen blev spillet live ved den tv-transmitterede støttekoncert Rock for Afrika, som blev afholdt den 21. september 1985 i Idrætsparken i København, hvor næsten alle medvirkende fra pladen var samlet.

## Baggrund og indspilning
"Det nyttede ikke at skrive om sultende børn, tænkte jeg. For de billeder ser folk altid på tv. Hvis man bare skriver en fuldstændig håbløs sang, hvor der ikke er noget perspektiv, så skræmmer man folk væk i stedet for at tiltrække dem. Men det var svært. Det sværeste var, at jeg ikke kunne skrive: »I fuckhoveder. I har taget Afrika i røven i så mange år, og det er vores ansvar, at Afrika ser ud, som det gør«. At Afrika dybest set er blevet udnyttet, og udnyttet blev til: »Gennem tusind år har du kun bøjet dine grene – har du ofret din natur«."
Med inspiration fra den engelske støttesang "Do They Know It's Christmas?" af Band Aid til fordel for sultkatastrofen i Etiopien i 1984, besluttede Jesper Bay fra pladeselskabet Genlyd at lave en dansk støttesang til Afrika. Sammen med Dansk Røde Kors udskrev de en sangskriverkonkurrence, med det formål at få så mange musikere involveret i projektet. Blandt deltagerne i konkurrencen var blandt andet Sebastian og Anne Linnet, men de ville ikke være med da deres respektive sange ikke vandt.
Efter en intern afstemning blandt de medvirkende faldt valget i stedet på Nanna, der året forinden havde hittet med titelsangen til tv-serien Busters verden (1984). Nanna skrev det meste af sangen på en halv time på sit klaver. Ifølge producer Kim Sagild var Nannas sang "skide godt skruet sammen – spændingen mellem verset og omkvædets forløsning, den måde, hun skabte suspense på."
"Afrika" blev indspillet den 13. juli 1985 i Gnags' Feedback-studie i Aarhus-bydelen Viby. Det var samme dag som Live Aid-koncerterne blev afholdt i London, England og Philadelphia, USA.

## Spor
- 12" vinyl[2]

1. "Afrika" – 5:17
2. "Afrika" (kor-version) – 3:12

## Medvirkende
| Produktion og musikere - Nanna – tekst, musik, keyboards og kor-arrangement - Flemming Muus – bas - Kim Sagild – producer, guitar - Mads Michelsen – trommer, percussion - Tom Andersen – tekniker Sangere - Marie Bergman – vokal - Steffen Brandt – vokal - Donna Cadogan – vokal - Lise Dandanell – vokal - Elisabeth – vokal - Michael Elo – vokal - Michael Falch – vokal - Søs Fenger – vokal - Peter A G – vokal - Poul Halberg – vokal | - Thomas Helmig – vokal - Lars H.U.G. – vokal - C.V. Jørgensen – vokal - Flemming "Bamse" Jørgensen – vokal - Mona Larsen – vokal - Anne Dorte Michelsen – vokal - Allan Mortensen – vokal - Lars Muhl – vokal - Nanna – vokal - Gitte Naur – vokal - Frede Fup – vokal - Mek Pek – vokal - Sanne Salomonsen – vokal - Henrik Strube – vokal - Henning Stærk – vokal - Leif Sylvester Petersen – vokal - Lis Sørensen – vokal |

## 2010-version
I 2010 tog Dansk Røde Kors initiativ til at lave en 25 års-jubilæumsversion af sangen. Til en indspilningen valgte man at bruge det originale masterbånd fra 1985, dog med nyindspillede sangstemmer fra en håndfuld af de oprindelige solister, og en række nye kunstnere. Sangen fik premiere som download fredag 13. august 2010, hvor den også blev tilgængelig på YouTube.
I 2010-versionen blev det til et gensyn med Nanna Lüders Jensen, Flemming "Bamse" Jørgensen, Elisabeth og Leif Sylvester Petersen.
Singlen opnåede en syvendeplads på singlehitlisten.

### Spor
- Digital download[4]

1. "Afrika" – 5:57

### Medvirkende
| Produktion og musikere - Nanna – tekst, musik - Kim Sagild – producer - Mads Michelsen – co-producer - Andreas Hviid – teknik - Mads Mølgaard – teknik Sangere - Anna David – vokal - Basim – vokal - Bryan Rice – vokal - Chanée & N'evergreen – vokal - Erann DD – vokal - Flemming "Bamse" Jørgensen – vokal - Ida Corr – vokal - Jimmy Jørgensen – vokal - Karen Mukupa – vokal - Leif Sylvester Petersen – vokal | - Marie Carmen Koppel – vokal - Marie Frank – vokal - Martin Brygmann – vokal - Nanna Lüders – vokal - Nikolaj Steen – vokal - Paprika Steen – vokal - Pernille Højmark – vokal - Poul Krebs – vokal - Szhirley – vokal - Søren Sko – vokal - Søs Egelind – vokal - Thomas Buttenschøn – vokal - Thera Hoeymans – vokal - Troels Lyby – vokal - Thomas Ring – vokal - Tine Midtgaard – vokal |

### Hitliste
| Hitliste (2010)        | Højeste position |
| ---------------------- | ---------------- |
| Danmark (Track Top-40) | 7                |